# Мёльн
Мёльн (нем. Mölln) — город в Германии, в земле Шлезвиг-Гольштейн. 
Входит в состав района Герцогство Лауэнбург.  Население составляет 18 487 человек (на 31 декабря 2010 года). Занимает площадь 25,05 км². Официальный код  —  01 0 53 090.
В городе находится памятник культуры, водонапорная башня, построенная в 1913 году, а также одна из двух сохранившихся в земле готических ратуш, Старая ратуша 1373 года постройки.

## Фотографии

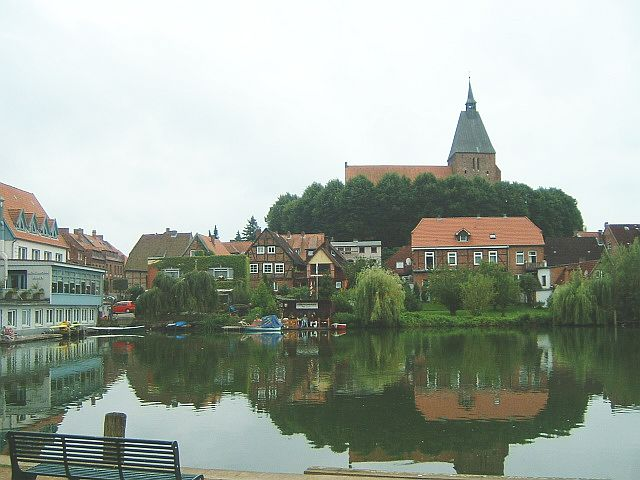
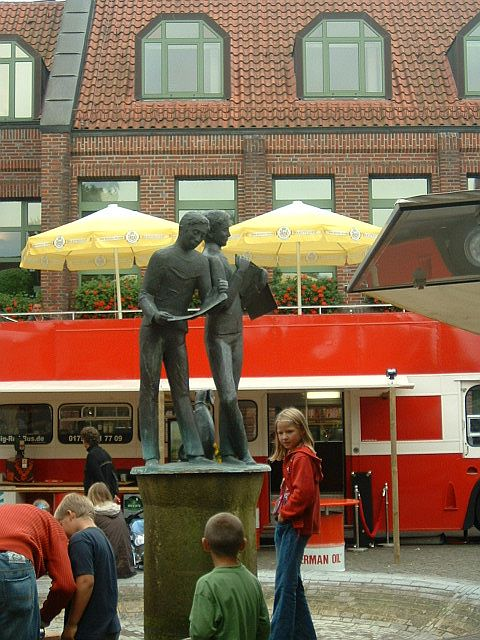
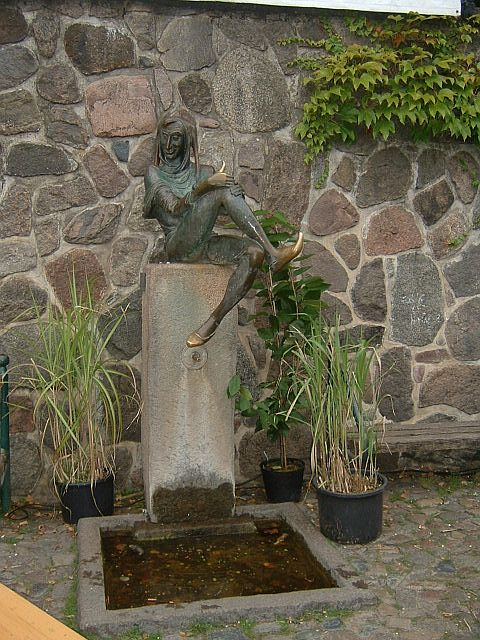
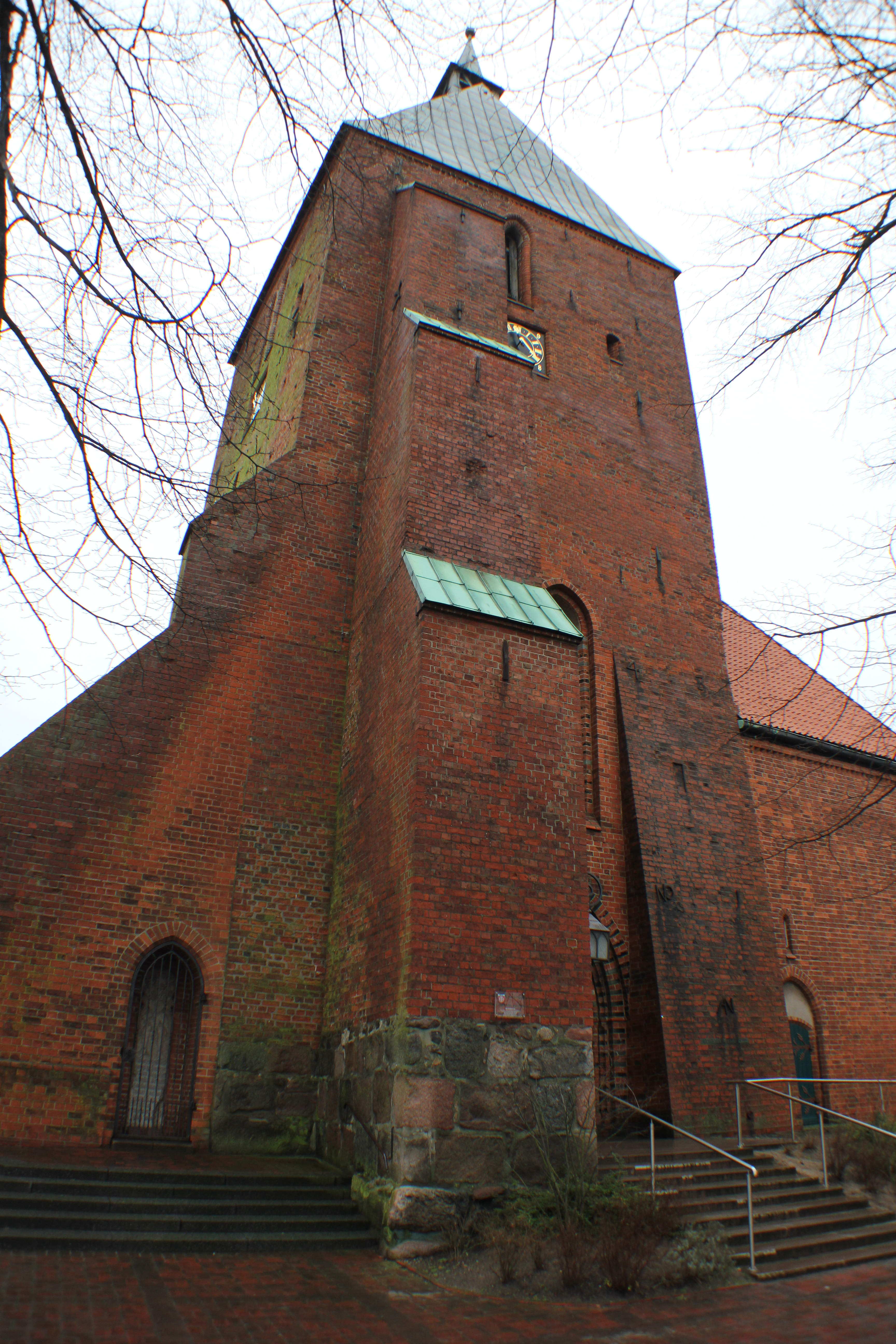
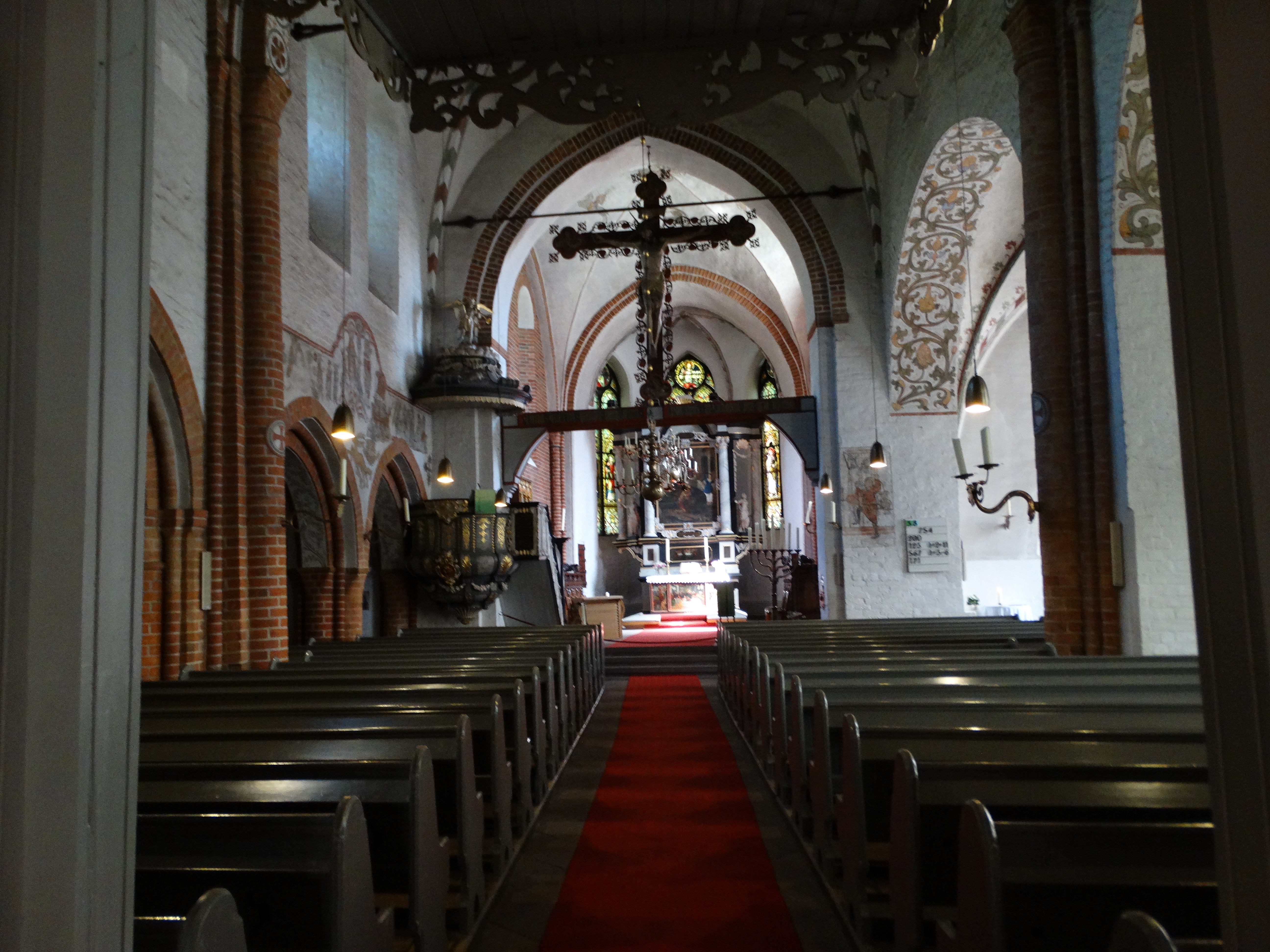
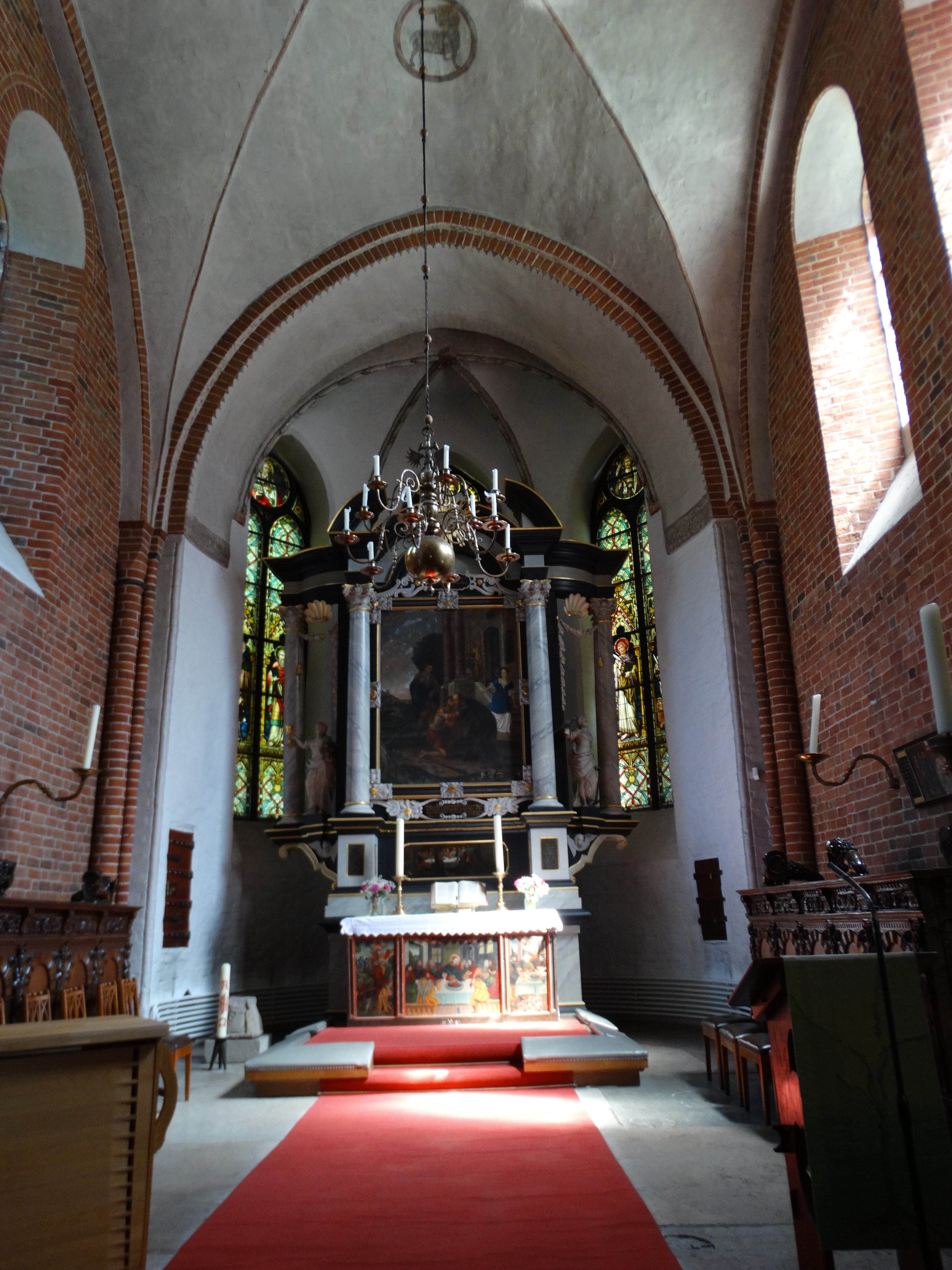
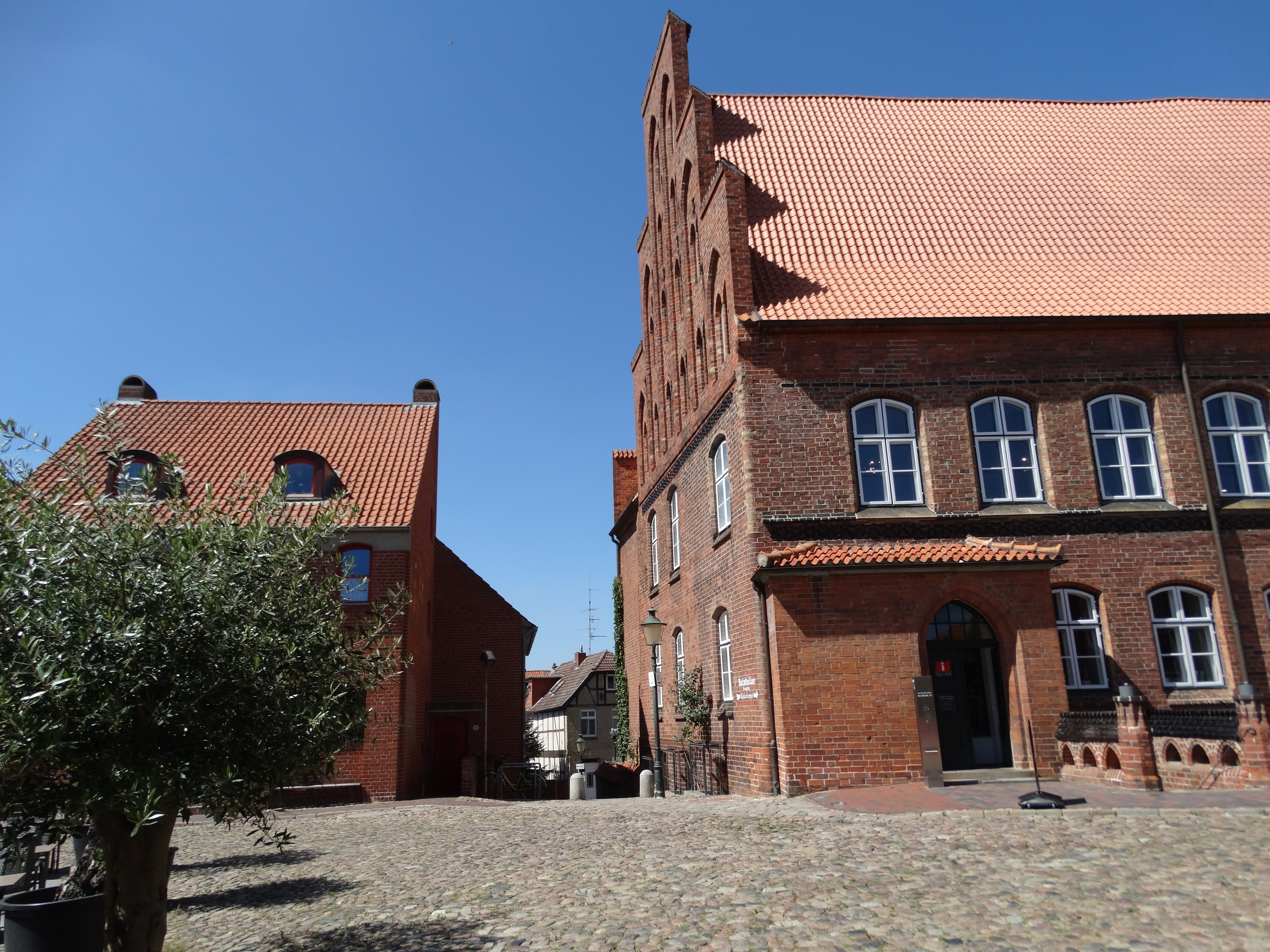
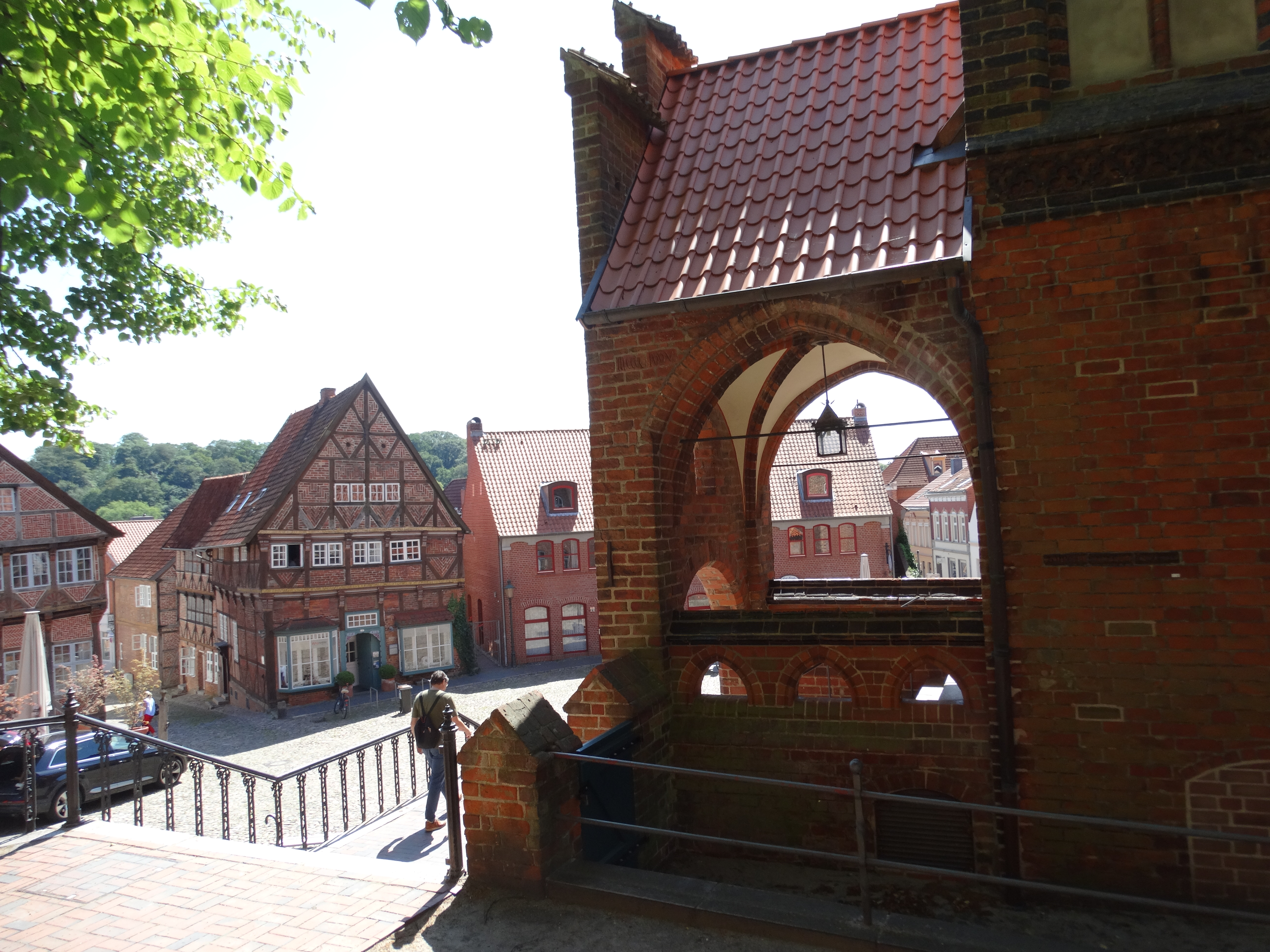